# Aserbaidschanischer Schachverband
Der aserbaidschanische Schachverband (aserbaidschanisch: Azərbaycan Şahmat Federasiyası) ist die nationale Dachorganisation der Schachspieler in Aserbaidschan. Er besteht seit 1920 und ist seit 1992 Mitglied des Weltschachbunds FIDE. Auch ist er Mitglied des 1990 gegründeten und 1992 ins IOC aufgenommenen Nationalen Olympischen Komitees Aserbaidschans. Sitz des Verbandes ist die aserbaidschanische Hauptstadt Baku.
Seit 2021 ist Mahir Məmmədov Präsident des Verbands, Vizepräsident ist Faig Hasanov.

## Exekutivkomitee
- Präsident: Mahir Mammadov

- Vizepräsident: Faig Hasanov

### Präsidenten des Schachverbandes
- 2002–2007: Aynur Sofiyeva

- 2007–2021: Elman Rustamov

- seit 2021: Mahir Mammadov